# Лавров, Пётр Иванович
Лавров Пётр Иванович (1907—1983) — русский, советский художник, график-иллюстратор, член Союза художников СССР (1956), деятель творческого объединения «Боевой карандаш», ветеран Великой Отечественной войны.

## Биография
Петр Иванович Лавров родился в 1907 году. Раннее детство провел в деревне Полухтино, Тверской области. Учился в церковно-приходской школе. В 1920—1922 — учился у художника Михаила Николаевича Якименко-Забуги, художественная студия Губпрофобра (г. Курск). В 1922—1926 — у художника Михаила Александровича Григорьева, художественная студия З. И. Лилиной, Петроград — Ленинград. В 1920—1929 годы Петр Лавров работал как художник афиш, декораций в кинотеатре «Триумф», театре «Новая Оперетта», Театре Юного Зрителя. Преподавал рисунок и графику для начинающих в ДК Газа. Исполнял заказы для Комитета по Искусству. В 1929 году призван на срочную службу в советской армии, в кавалерийскую связь. В 1930—1940 гг. он также был декоратором — исполнителем в ТЮЗе (1933—1934), преподавал рисование и прикладную графику в Клубе им. И. И. Газа (1935—1937), работал по договорам с Горкомом ИЗО (1939—1941) и художником в Государственном издательстве Карело-Финской ССР (1940—1941), где выполнил иллюстрации к книге «Поэмы» М. Ю. Лермонтова (1941).
В 1936 году женился на Александре Павловне Михайловой, с которой впоследствии дважды разводился и в итоге был женат на ней три раза.
С 1941 по 1944 служил на финском фронте, c 1945 — служил караульным при штабе, во время чего написал юмористический роман «О дважды ефрейторе Пончикове и героическом рядовом Зайчикове». В 1944 г. Лавров сделал 10 рисунков для военно-исторического музея «Свирская Победа», открытого в г. Лодейное поле. Вместе с художником Копейкиным Пётр Иванович участвовал в оформлении и рисовал маршалов и генералов. Писал и ставил пьесы для солдат, даже принимал участие в их исполнении. Был в составе войск в Польше, Румынии, Венгрии, Австрии, участвовал в освобождении Чехословакии. Награждён медалью «За победу над Германией в Великой Отечественной войне 1941—1945 гг.» В 1946 году был демобилизован, после чего в семьей вернулся в Ленинград.
После войны работал в мастерской репродукционной живописи «ЛЕНИЗО», занимался книжной графикой в «Лениздате». В этом издательстве он иллюстрировал книги М. Зощенко «Рассказы» (1946), А. И. Герцена «Былое и думы» (1947) и др. В 1948 стал кандидатом в секцию графики Ленинградского Объединения Союза Художников (ЛОСХ). Рисовал военную тему. Выставлялся на выставках молодых художников. В 1952 Петра (по его словам) «выставили» из кандидатов за политические неточности в изображении революционной истории Ленинграда/Санкт-Петербурга. С 1953 рисовал иллюстрации к книгам, работал иллюстратором для рекламы. Придумал и развивал собственную технику «сухой туши». В 1956 с серией работ на тему насилия и войны, в которой были «философски» совмещены два нашествия на Русь — татаро-монгольское и германское, был принят в ЛОСХ. Устроился работать иллюстратором в журнал «Костер». С 1959, каждое лето проживая в деревне, заинтересовался темой колхоза.
С 1961 года резко начало портиться зрение, много рисовал, но заработков было мало, от недостатка средств страдал голодом. В 1962 после появившихся галлюцинаций попал в лечебницу, где ему помогли отдохнуть и окрепнуть. В 1963 году прочел статью о путешественнике Алене Бомбаре, который пересек Атлантику на резиновой лодке. Поразился тому, что он пошел на подвиг без какой-либо поддержки государства. И решил взяться за тему «капитализма». Петр Лавров считал себя анархистом, но говорил об этом с юмором. Никто не мог тогда всерьез заявлять подобные вещи. В период с 1964 по 1965 год создает серию ярких работ под названием «Соревнование Двух Систем», которая не нравится художественному совету ЛОСХа и вызывает интерес у КГБ. На долгие годы «Соревнование Двух Систем» было спрятано. В 2015 году арт-компания Shtuka при поддержке арт-галереи Литкабинет впервые выставила 20 работ из этой серии.
Петр Лавров близко дружил и сотрудничал с ленинградскими графиками Николаем Муратовым и Иваном Харкевичем, которые рисовали карикатуры для журнала «Боевой Карандаш». Петр тоже много рисовал для «Боевого Карандаша», хотя карикатура не была его любимым жанром.
В 1964 Петр Лавров получает договор на изготовление серии «Дни Октября», за который он так и не получает денег. Продолжает работать над различными темами, периодически получая творческую материальную помощь от ЛОСХа.
В 1967 году, в возрасте 60 лет выходит на пенсию и часто ездит в деревню Полухтино, где провел свои детские годы. В деревне строит мастерскую для работы в летнее время и, вдохновляясь деревенским бытом, продолжает работать над созданием картин. Живёт в бедности, в основном на материальную помощь от Союза Художников. В 1970-х Петр Лавров продолжает участвовать в выставках Ленинградского Союза Художников. Работает над сериями, посвященными спорту, медицине, космонавтам. Зрение становится совсем слабым. И к началу 1980-х Петр Лавров совсем перестает рисовать.
Петр Иванович Лавров умер 10 февраля 1984 года в Ленинграде.

## Творчество
Как свидетельствуют мемуары Петра Лаврова, интерес к творчеству у него проснулся ещё в детстве.
Ранние работы довоенного периода свидетельствуют о том, что Петр Лавров начинал, как молодой прогрессивный художник. Сохранились эскизы картин, выполненные в авангардно-конструктивистском стиле, яркие в цветовом решении. Несколько абстракций свидетельствуют о том, что двадцатипятилетний художник шёл в ногу со временем, находясь в поиске своего собственного стиля. В начале 1930-х годов резко изменилась политическая атмосфера в стране, а следовательно и в искусстве. В связи с дефицитом бумаги, резко сократилось количество печатных изданий, оставшиеся газеты печатались на низкокачественной бумаге с плохим дизайном. Петр Лавров устроился работать художником в театр.
Как бы Петр Лавров ни стремился быть «нормальным» художником своего времени, свободолюбивая натура и пытливый ум не позволяли ему оставаться в рамках предложенных условий. Он откровенно любил искусство европейского модерна. Память о пережитых ужасах прошедшей войны господствовала над ним всю жизнь. Всепоглощающее чувство юмора, позволявшее ему выживать в любых ситуациях, не всегда играло добрую роль в его судьбе.
Петр Лавров всю свою творческую жизнь был вынужден балансировать между техникой рисунка, которую он любил и хотел развивать, и необходимостью выполнять заказы свойственные времени. В период хрущевской оттепели усилилось давление на художников авангардистов, почувствовавших прилив свободы. Петр Лавров был человеком свободных взглядов, но более старшего поколения. Он прошел войну и хорошо помнил пережитые 30-е. Когда за невинные анекдоты, которые молодые художники рассказывали а театре, пострадали его друзья.
Насколько известно членам семьи художника, у Петра Лаврова были проблемы с художественным советом ЛОСХ. Бросающая вызов своими красками и персонажами серия антимилитаристских плакатов «Соревнование двух систем», над которой, невзирая на резкую критику, художник работал несколько лет, была бережно убрана автором «в стол». После демонстрации этой серии на худсовете в ЛОСХ Петром Лавровым заинтересовались в государственных органах.
На пенсии обосновавшись в деревне Петр Лавров вдохновлялся жизнью колхозников. Герои его работ были вне рамок советского видения. Петр рисовал колхозников бездельничающих и гуляющих с девушками. Советская пропаганда требовала от авторов сатиры и критики такого поведения.
От Петра Лаврова остались его рукописные книги. Мемуары, которые в конце жизни он составил по своим записным книжкам. Изобретения, которыми он занимался в 1930-е годы. Несколько пьес, которые он сочинил во время войны: сатирическая Энциклопедия (1944), юмористический роман «О дважды ефрейторе Пончикове и героическом рядовом Зайчикове»(1945), эпистолярная Фантазия «Переписка с умершими» (1945—1975), труды, посвященные законам изобразительного искусства и созданию механизмов.
Жил он бедно. На материальную помощь от Союза Художников закупал материалы для своих работ и мог как-то существовать.

## Семья
Отец Иван Лавров — бомбардир империалистической (1-й мировой) войны, в миру — мелкий предприниматель и торговец. Мать Евдокия (Дуня) из деревни Карлюткино Тверской губернии.
В 1936 году женился на Александре Михайловой, дважды разводился и вновь женился на ней.
Их дочь, Александра Лаврова, стала известным художником по хрусталю, работала на всемирно известном Ленинградском Заводе Художественного Стекла (ЛЗХС), работы которого сейчас собраны в музее Елагиного Дворца в Санкт-Петербурге.
Внуки: Федор Лавров — музыкант, саунд-продюсер; Анна Лаврова — театральный художник, работает в Театре на Литейном.

## Коллекционеры
Работы Петра Лаврова хранятся в военно-историческом музее Лодейного поля, частных коллекциях и у родственников художника.
Самая большая коллекция работ Петра Лаврова принадлежит французскому графу, Жаку фон Полье.
Некоторые из работ художника представлены в креативной студии часового завода Ракета в Москве.
Часть работ находится в частных коллекциях в России и США.

## Настоящее время
В 2015 году арт-компания Shtuka совместно в арт-галереей Литкабинет в рамках Фестиваля Иронической Графики представили ретроспективную экспозицию работ петербургского художника Петра Лаврова, выставив 20 работ из серии «Соревнование Двух Систем», впервые в постсоветское время.
В 2017 году креативная студия Ракета подготовила графическое оформление юбилейного фестиваля КУСТЕНДОРФ (международный фестиваль кино и музыки Эмира Кустурицы) с использованием героев картины Петра Лаврова. Работы Петра Лаврова были выставлены на фестивале и послужили вдохновением для Эмира Кустурицы в создании им коллекции часов Ракета, посвященной 100-летию Русского авангарда.